# 品濃町

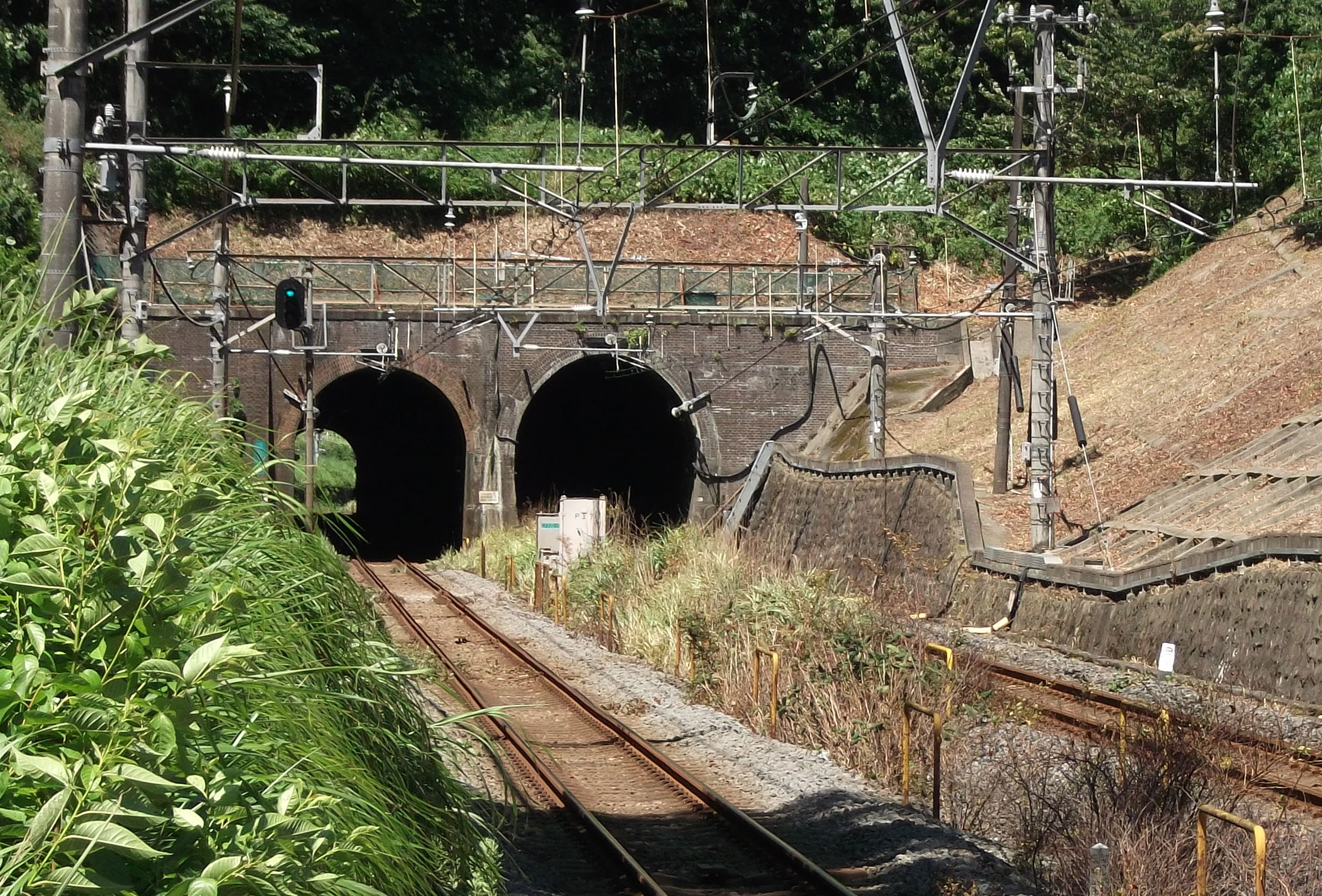
清水谷戸トンネル(左側のトンネルが日本最古の現役鉄道トンネルとなる。)

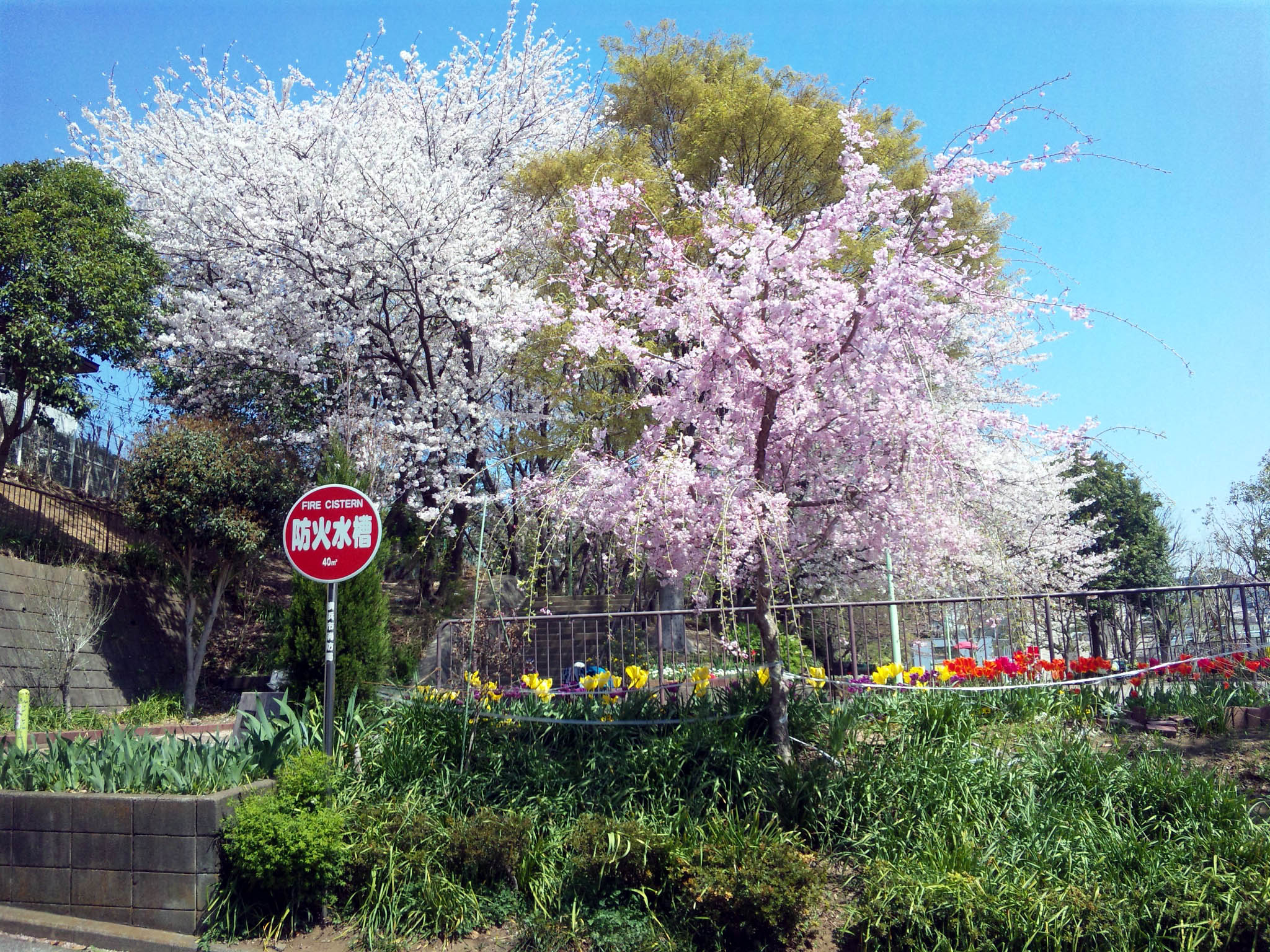
天王山公園の桜

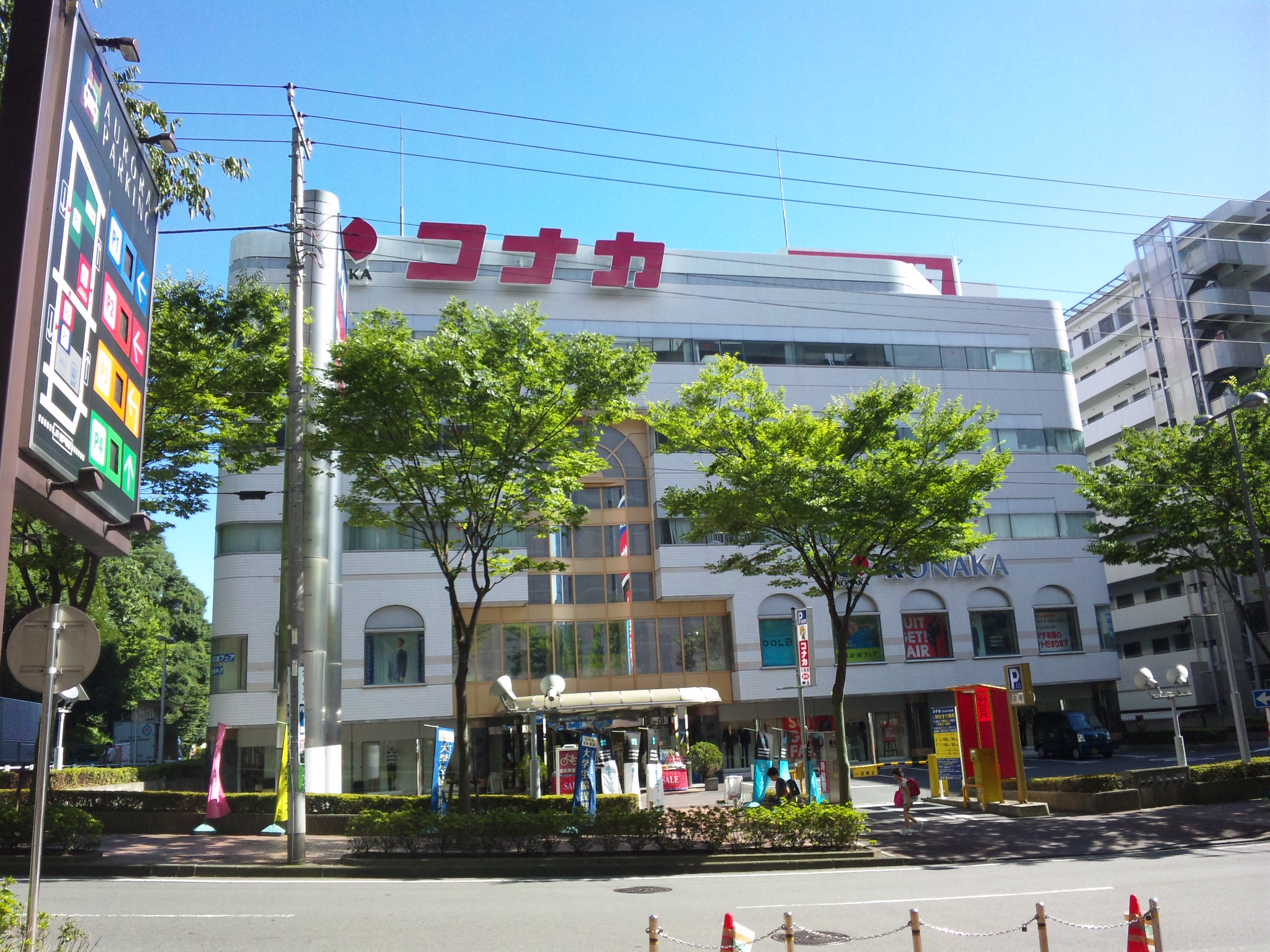
紳士服のコナカ総本店（コナカ本社）

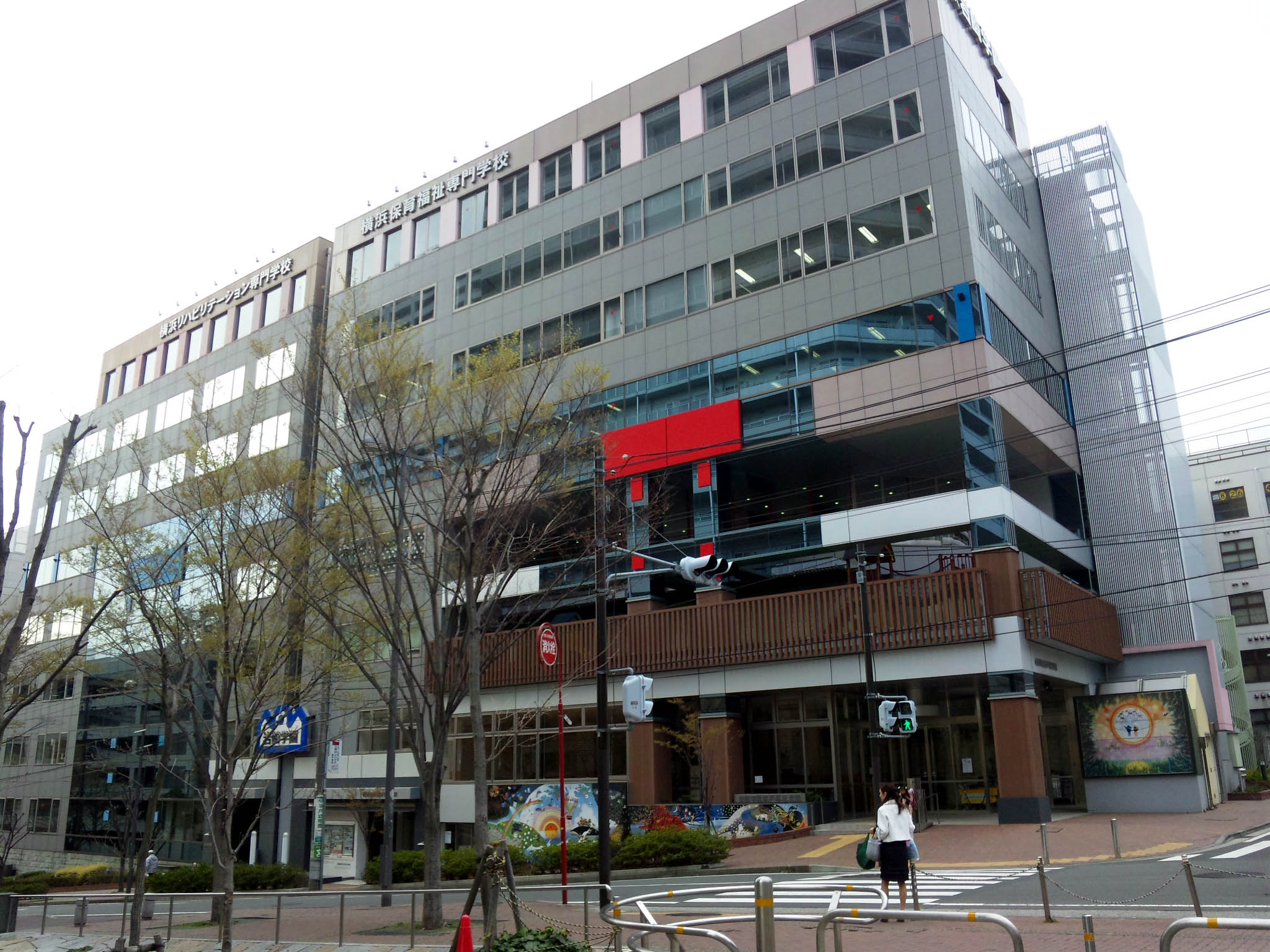
横浜保育福祉専門学校（右）
横浜リハビリテーション専門学校（左奥）

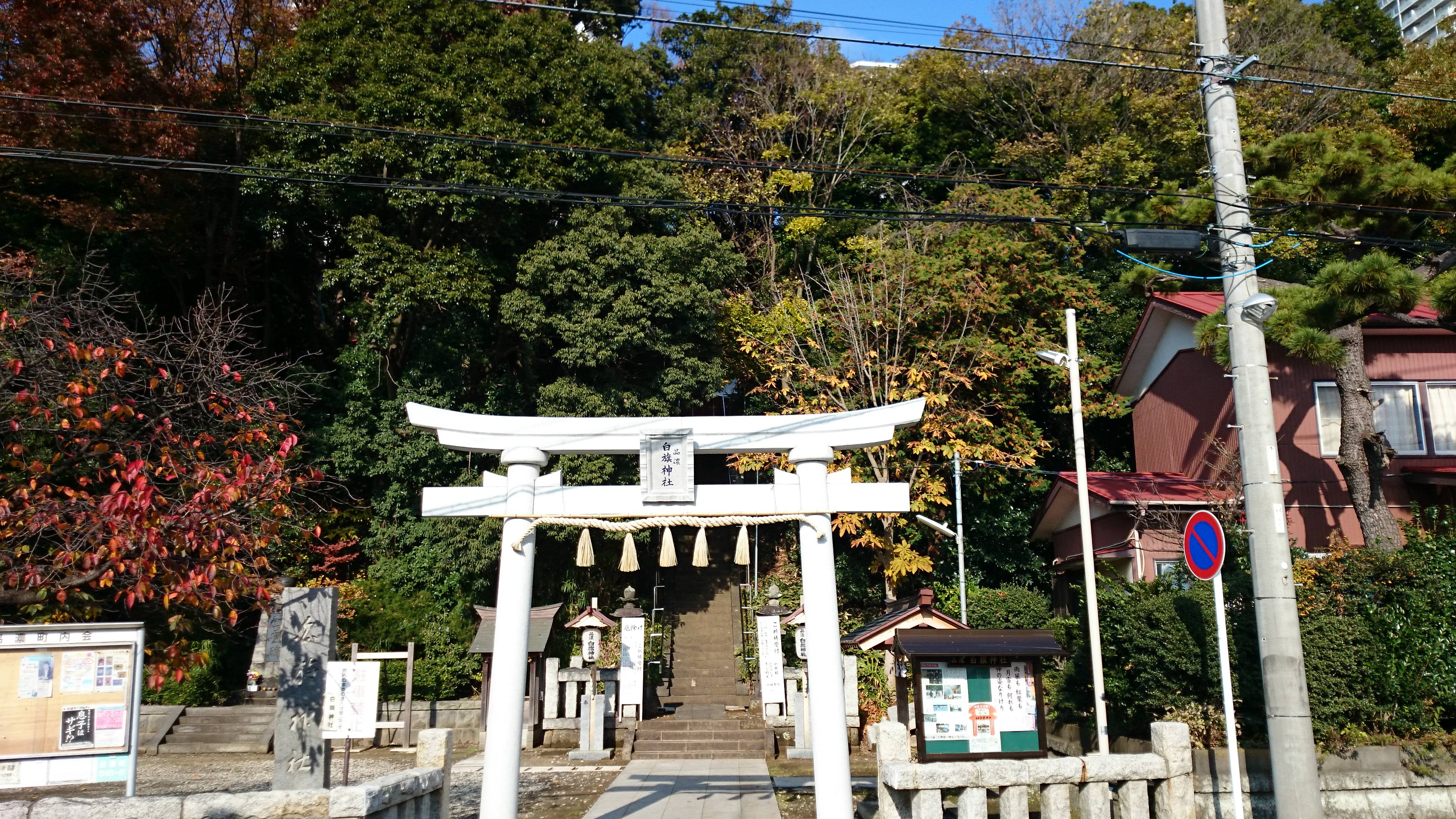
品濃白旗神社

品濃町（しなのちょう）は、神奈川県横浜市戸塚区の町名。丁番を持たない単独町名である。住居表示未実施。

## 地理
横浜市戸塚区の北部に位置し、町域は南北に長く広がる。北東は保土ケ谷区、北西は旭区に接する。面積は1.900km²。JR横須賀線東戸塚駅の東口は、駅が開設された1980年頃より急速に発展し、超高層マンションや、西武百貨店とイオンをキーテナントとした大型商業施設「オーロラシティ」などが立ち並ぶ。
町北部には、保土ケ谷区にまたがり横浜カントリークラブが広がる。東海道線と横須賀線に挟まれた一角には乳牛を飼育する「肥田牧場」があり、アイスクリームの直売を行っている。また品濃町北部の東海道線の線路には、日本最古の現役鉄道トンネルである、清水谷戸トンネルがある。

### 字名
| - 霞田 - 下ノ台 - 道々 - 宿ノ背戸 - 円城 - 三反町 - 白旗山 - 鍛治ケ久保 - 寺ノ前 - 二反所 - 腰巻 - 荒井谷 - 権ケ谷 - 駒形 - 火ノ爪 - 滝ケ谷 - 若崎 - 池ノ谷 - 免久保 - 吉久保 | - 七ツ木 - 備後山 - ドブ - 穴山 - 雉子ケ谷 - あてのき谷 - 池田 - 立野 - 金草谷 - 中尾 - 枇杷窪山 - 東立野 - 枇杷窪 - 池袋 - 小谷 - 北天ノ内 - 清水谷 - 谷宿 - 太田 |

### 地価
住宅地の地価は、2025年（令和7年）1月1日の公示地価によれば、品濃町523番1外の地点で49万円/m²、品濃町557番2の地点で38万円/m²、品濃町523番1外の地点で30万3000円/m²となっている。

## 歴史

### 沿革
かつての鎌倉郡品濃村で、1889年（明治22年）に町村制が施行されたのに伴い、上柏尾・下柏尾・前山田・後山田・平戸・舞岡の各村と合併、鎌倉郡川上村大字品濃となる。1939年（昭和14年）4月1日に横浜市に編入され、戸塚区品濃町となった。1982年（昭和57年）5月9日に土地区画整理事業の換地処分により、平戸町の一部を編入し、前田町との境界を変更した。1988年（昭和63年）9月25日に土地区画整理事業の換地処分により、一部を川上町に編入した。1996年（平成8年）10月21日に戸塚区上品濃地区の住居表示の実施に伴い、一部を上品濃と川上町に編入した。シナノ（品濃）という地名は、山麓の緩やかな傾斜地を意味する。平戸との境は旧東海道で、品濃一里塚が残されている。保土ケ谷区との区境は、かつての相模国と武蔵国の国境であった。

## 世帯数と人口
2025年（令和7年）6月30日現在（横浜市発表）の世帯数と人口は以下の通りである。
| 町丁   | 世帯数    | 人口     |
| ------ | --------- | -------- |
| 品濃町 | 7,986世帯 | 17,977人 |

### 人口の変遷
国勢調査による人口の推移。
| 年                 | 人口   |
| ------------------ | ------ |
| 1995年（平成7年）  | 10,975 |
| 2000年（平成12年） | 13,050 |
| 2005年（平成17年） | 16,599 |
| 2010年（平成22年） | 17,132 |
| 2015年（平成27年） | 17,065 |
| 2020年（令和2年）  | 18,349 |

### 世帯数の変遷
国勢調査による世帯数の推移。
| 年                 | 世帯数 |
| ------------------ | ------ |
| 1995年（平成7年）  | 4,010  |
| 2000年（平成12年） | 4,839  |
| 2005年（平成17年） | 6,314  |
| 2010年（平成22年） | 6,735  |
| 2015年（平成27年） | 7,018  |
| 2020年（令和2年）  | 7,731  |

## 学区
市立小・中学校に通う場合、学区は以下の通りとなる（2024年11月時点）。
| 番地 | 小学校               | 中学校             |
| --- | -------------------- | ------------------ |
| 1770〜1774番地、1775番地2〜1803番地4 1803番地6〜1836番地 | 横浜市立境木小学校   | 横浜市立境木中学校 |
| 1〜311番地、500〜515番地 | 横浜市立品濃小学校   | 横浜市立秋葉中学校 |
| 516〜531番地、 535〜537番地 | 横浜市立品濃小学校   | 横浜市立平戸中学校 |
| 532〜534番地、554〜556番地 | 横浜市立平戸小学校   | 横浜市立平戸中学校 |
| 538〜553番地、557〜566番地、775番地 776番地（横須賀線以東）、779番地（横須賀線以東） 781〜783番地、785番地、811〜812番地、815〜822番地 829番地、834〜835番地、836番地（横須賀線以東） 840番地（横須賀線以東）、842〜845番地、847〜849番地 850番地（横須賀線以東）、851番地（横須賀線以東） 1692〜1695番地（横須賀線以東）、1696〜1700番地 1701〜1706番地（横須賀線以東）、1712番地（横須賀線以東） 1715〜1718番地（横須賀線以東）、1719〜1760番地 1775番地の1、1803番地の5 | 横浜市立東品濃小学校 | 横浜市立平戸中学校 |
| 312〜499番地、567〜774番地、776番地(横須賀線以西) 777〜778番地、779番地(横須賀線以西)、780番地、784番地 786〜810番地、813〜814番地、823〜828番地 830〜833番地、836番地(横須賀線以西)、837〜839番地 840番地(横須賀線以西)、841番地、846番地 850番地 (横須賀線以西)、851番地(横須賀線以西) 852番地〜887番地の1、887番地の3〜892番地 893番地の2〜896番地、900番地の2〜23、901番地の2 902番地の2、905番地の2・4、906番地の3〜8 910〜917番地、918番地の2〜925番地、926番地の2〜3 931番地の2、932番地の1〜957番地、971番地の2・5〜6 986〜1000番地、1024〜1050番地、1055〜1079番地 1110〜1118番地、1134〜1143番地、1186番地、1188番地の1 1197番地の1、1205番地〜1208番地の1、1210〜1303番地 1311番地の3、1313〜1691番地、1692〜1695番地(横須賀線以西) 1701〜1706番地(横須賀線以西)、1707〜1711番地 1712番地(横須賀線以西)、1713〜1714番地 1715〜1718番地(横須賀線以西) | 横浜市立川上北小学校 | 横浜市立名瀬中学校 |

## 事業所
2021年（令和3年）現在の経済センサス調査による事業所数と従業員数は以下の通りである。
| 町丁   | 事業所数  | 従業員数 |
| ------ | --------- | -------- |
| 品濃町 | 714事業所 | 10,669人 |

### 事業者数の変遷
経済センサスによる事業所数の推移。
| 年                 | 事業者数 |
| ------------------ | -------- |
| 2016年（平成28年） | 677      |
| 2021年（令和3年）  | 714      |

### 従業員数の変遷
経済センサスによる従業員数の推移。
| 年                 | 従業員数 |
| ------------------ | -------- |
| 2016年（平成28年） | 10,287   |
| 2021年（令和3年）  | 10,669   |

## 施設
公園
- 品濃中央公園
- 品濃町公園
- 品濃一里塚公園
- 品濃谷宿公園
- 品濃坂下公園
- 白旗山公園
- 天王山公園

企業
- コナカ本社
- グラフテック本社
- 六国建設本社
- 横浜メディアサービス
- 日立システムズ

病院
- 東戸塚記念病院
- 聖ローザクリニック本院（旧：東戸塚相互病院）
- くれ医院
- 品濃町内科クリニック
- 安楽整形外科
- 高橋整形外科クリニック
- 斎藤接骨院
- 横浜あすなろ接骨院
- 山本内科・タワーズ皮膚科
- ますこクリニック
- 岩村耳鼻咽喉科医院
- 鈴木耳鼻咽喉科
- 戸塚脳神経外科
- 東戸塚脳神経外科クリニック
- 藤野クリニック

学校
- 横浜市立品濃小学校
- 横浜市立東品濃小学校
- 横浜保育福祉専門学校（品濃町放課後児童クラブ併設）
- 岩崎学園、横浜リハビリテーション専門学校

商業施設
- オーロラシティ
  - 西武東戸塚S.C.
  - イオンスタイル東戸塚
  - 他専門店（ザ・ガーデン自由が丘、ユニクロ、GAP、ZARA、ヴィクトリア、ドコモショップ、コムサイズム、LOFT、アカチャンホンポ、無印良品、PSFA、JINS、崎陽軒、スターバックス、ファーストキッチン、ドンク、勝烈庵等
- 東戸塚東口プラザ
  - タリーズコーヒー東戸塚店、ナチュラルローソン等
- コナカ東戸塚総本店
- オーケー東戸塚店
- オートバックス東戸塚店
- バーガーキング東戸塚店
- ドトールコーヒー東戸塚店
- TSUTAYA
- トイザらス東戸塚店
- ハックドラッグ
- Fit Care Express

金融機関
- 横浜銀行東戸塚支店
- みずほ銀行東戸塚支店
- 三井住友銀行東戸塚支店
- 横浜信用金庫東戸塚支店

神社仏閣
- 北天院
- 白旗神社

史跡
- 品濃一里塚
- 清水谷戸トンネル

## 交通

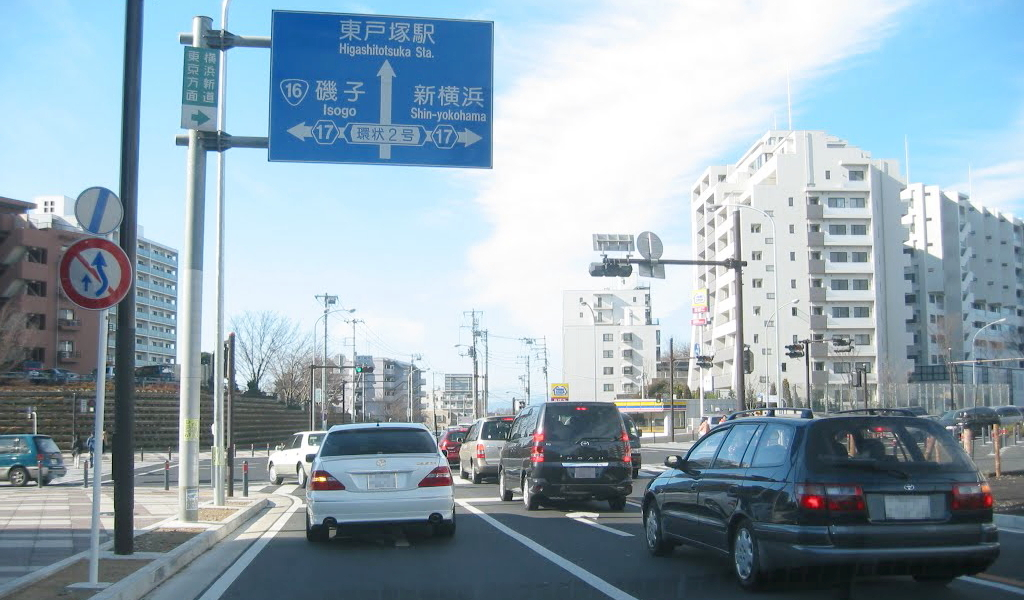
環2境木交差点

南北にJR東海道・横須賀線・東海道貨物線が走り、横須賀線と湘南新宿ラインの普通電車が停車する。町の西部を南北に環状2号、南部を東西に弥生台桜木町線、南端を国道1号がかすめる。町の北側には横浜新道とその側道が通り、町外の今井・川上の両インターチェンジが利用できる。

## その他

### 日本郵便
- 郵便番号 : 244-0801[3]（集配局：戸塚郵便局[23]）

### 警察
町内の警察の管轄区域は以下の通りである。
| 町名   | 街区 | 警察署     | 交番           |
| ------ | ---- | ---------- | -------------- |
| 品濃町 | 全域 | 戸塚警察署 | 東戸塚駅前交番 |

## 参考資料
- 『県別マップル 神奈川県広域・詳細道路地図』2006年4刷 昭文社 ISBN 9784398626998
- “横浜市町区域要覧” (PDF).   横浜市市民局 (2016年6月). 2023年6月6日閲覧。